# Battaglia di Verona (249)
La battaglia di Verona fu combattuta nel 249 tra l'imperatore romano Filippo l'Arabo e il generale ribelle Decio, futuro imperatore.

## Antefatto
Filippo l'Arabo era diventato imperatore nel 244 alla morte di Gordiano III - forse fatto uccidere dallo stesso Filippo - avvenuta durante una campagna partica. Il regno di Filippo l'Arabo fu breve, ma ricco di eventi, come la celebrazione del millennio di Roma. Dovendo fronteggiare una ribellione delle truppe di Mesia e Pannonia, nel 249 Filippo inviò a sedarla il generale Decio, dei cui fortunati servigi già si era servito in passato contro altri nemici.
Decio giunse nella zona interessata nella primavera del 249. Qui, le truppe romane ribelli, timorose di affrontare il suo esercito, preferirono acclamare Decio imperatore, sperando così di sfuggire al castigo che le attendeva. Secondo quanto riporta Zosimo, Decio avrebbe inizialmente voluto rifiutare la porpora, ma fu costretto ad accettare. Egli avrebbe inoltre cercato un accomodamento con Filippo l'Arabo, ma questi avrebbe rifiutato e avrebbe preparato un grande esercito per schiacciare l'usurpatore. 

## Battaglia
Decio, riunite le forze che gli erano state affidate dall'imperatore con quelle ribelli di Mesia e Pannonia, mosse verso l'Italia. Filippo l'Arabo, per affrontarlo, aveva allestito un esercito numericamente molto superiore, senza, peraltro, che la cosa destasse eccessiva preoccupazione nei partigiani di Decio, che confidavano nella superiore abilità militare e avvedutezza del loro comandante.
Filippo affidò il governo della città di Roma al proprio figlio undicenne, Marco Giulio Filippo, da lui elevato al rango di Cesare, e nonostante fosse piuttosto debilitato nel fisico (secondo Aurelio Vittore, ciò dipendeva dall'età avanzata; invero, Filippo aveva circa 45 anni) condusse personalmente alla battaglia le sue truppe.
Lo scontro si verificò nel mese di settembre nei pressi di Verona. La disciplina e il valore dei soldati di Decio ebbero la meglio e un grandissimo numero di uomini di Filippo fu ucciso sul campo. Lo stesso Filippo non riuscì a sfuggire e fu ammazzato. Secondo Aurelio Vittore, la sua testa fu tagliata in due, al di sopra dei denti. 

## Conseguenze
Quando a Roma si seppe della sconfitta e della morte di Filippo l'Arabo, nei pressi del proprio campo la guardia pretoriana trucidò Marco Filippo. Decio non ebbe altre difficoltà ad ascendere al trono imperiale.